# The Bagatelles, Volume 2
The Bagatelles, Volume 2 è il secondo album in studio della serie The Bagatelles, ideata dal compositore jazz d’avanguardia statunitense John Zorn. Questo volume è stato suonato dal duetto di violoncellisti statunitensi Erik Friedlander e Michael Nicolas.
Venne pubblicato per la prima volta nel 2021 all’interno del primo box set della serie, e venne successivamente ripubblicato individualmente il 21 febbraio 2025 dalla Tzadik Records.

## Tracce
Musiche di John Zorn.
1. Bagatelle #46 – 2:01
2. Bagatelle #163 – 2:43
3. Bagatelle #27 – 4:52
4. Bagatelle #203 – 3:11
5. Bagatelle #65 – 5:38
6. Bagatelle #206 – 1:57
7. Bagatelle #43 – 5:11
8. Bagatelle #16 – 3:35
9. Bagatelle #221 – 4:33
10. Bagatelle #37 – 2:25

Durata totale: 36:06

## Formazione

### Musicisti
- Erik Friedlander – violoncello, produzione
- Michael Nicolas – violoncello

### Tecnici
- John Zorn – produzione
- Ryan Steber – registrazione
- Scott Hull – masterizzazione
- Heung-Heung Chin – artwork